# Komma Fileleftheron (Zypern)
Komma Fileleftheron (griechisch Κόμμα Φιλελευθέρων ‚Partei der Liberalen‘, abgekürzt KOFI / ΚΟΦΙ) war eine politische Partei in der Republik Zypern.

## Geschichte
Die Komma Fileleftheron wurde 1986 von Nikos Rolandis gegründet, einem Gründungsmitglied der Dimokratiko Komma (DIKO), der als Außenminister in den Regierungen von Spyros Kyprianou in den Jahren 1978 und 1983 tätig war. Rolandis trat im September 1983 von der Regierung und der Dimokratiko Komma zurück, da er mit der Politik von Spyros Kyprianou in der Zypernfrage nicht einverstanden war.
Auf dem Gründungskongress der Komma Fileleftheron wurde Nikos Rolandis zum ersten Präsidenten gewählt.
Bei den Parlamentswahlen 1991 am 19. Mai 1991 kooperierte die Partei mit der Dimokratikos Synagermos (DISY) und stellte gemeinsame Wahllisten auf. Rolandis wurde als Abgeordneter im Wahlkreis Limassol gewählt. Im Gegensatz dazu gelang es der Partei bei den Parlamentswahlen 1996 trotz erneuter Zusammenarbeit mit der Dimokratikos Synagermos nicht, einen Abgeordneten zu stellen.
Bei den Präsidentschaftswahlen 1988 unterstützte die Partei die Kandidatur von Georges Vassiliou, der die Wahlen gewann. Bei den Präsidentschaftswahlen 1993 unterstützte sie Glafkos Klerides. Allerdings trat die Partei bei den Präsidentschaftswahlen 1998 mit ihrem eigenen Kandidaten, Nikos Rolandis, an. Rolandis erhielt lediglich 0,78 % der Stimmen und unterstützte in der zweiten Runde Klerides.
Nach diesem Ergebnis löste sich die Komma Fileleftheron auf. Ihre Mitglieder traten der Dimokratikos Synagermos bei, und Nikos Rolandis wurde Handelsminister in der Regierung von Glafkos Klerides.

## Position
Die Position der Komma Fileleftheron zur Zypernfrage basierte auf der Suche nach einer friedlichen Lösung durch Dialog, gestützt auf die Initiative des Generalsekretärs der Vereinten Nationen und die Vereinbarungen auf höchster Ebene. In ihrer sozial- und wirtschaftspolitischen Ausrichtung folgte die Partei der allgemeinen politischen und ideologischen Philosophie des Liberalismus.